# Stany Zjednoczone na Letnich Igrzyskach Olimpijskich 1920
Stany Zjednoczone na Letnich Igrzyskach Olimpijskich 1920 reprezentowało 288 zawodników: 274 mężczyzn i 14 kobiet. Był to szósty start reprezentacji Stanów Zjednoczonych na letnich igrzyskach olimpijskich.

## Zdobyte medale
| Medal  | Zawodnik | Dyscyplina           | Konkurencja                                      | Rezultat                                                           |
| ------ | --- | -------------------- | ------------------------------------------------ | ------------------------------------------------------------------ |
| Złoto  | Frank di Genaro | Boks                 | waga musza                                       | w finale pokonał Duńczyka Anders Petersen                          |
| Złoto  | Samuel Mosberg | Boks                 | waga lekka                                       | w finale pokonał Duńczyka Gotfred Johansen                         |
| Złoto  | Edward Eagan | Boks                 | waga półciężka                                   | w finale pokonał Norwega Sverre Sørsdal                            |
| Złoto  | Daniel Carroll, Charles Doe, George Fish, James Fitzpatrick, Lou Hunter, Charles Mehan, John Muldoon, John O’Neil, Jack Patrick, Cornelius Righter, Rudy Scholz, Dink Templeton, Charles Tilden, Heaton Wrenn | Rugby                |                                                  | W finale pokonali reprezentację Francji 8:0                        |
| Złoto  | Charlie Paddock | Lekkoatletyka        | bieg na 100 m mężczyzn                           | 10,8 s                                                             |
| Złoto  | Allen Woodring | Lekkoatletyka        | bieg na 200 m mężczyzn                           | 22,0 s                                                             |
| Złoto  | Frank Loomis | Lekkoatletyka        | Bieg na 400 m przez płotki                       | 54,0 s                                                             |
| Złoto  | Charlie Paddock, Jackson Scholz, Loren Murchison, Morris Kirksey | Lekkoatletyka        | Sztafeta 4 × 100 m                               | 42,2 s                                                             |
| Złoto  | Horace Brown, Arlie Schardt, Ivan Dresser | Lekkoatletyka        | bieg na 3000 m drużynowo                         | 10 pkt                                                             |
| Złoto  | Richmond Landon | Lekkoatletyka        | skok wzwyż                                       | 1,93 m                                                             |
| Złoto  | Frank Foss | Lekkoatletyka        | skok o tyczce                                    | 4,09 m                                                             |
| Złoto  | Patrick Ryan | Lekkoatletyka        | rzut młotem                                      | 52,88 m                                                            |
| Złoto  | Patrick McDonald | Lekkoatletyka        | rzut ciężarem                                    | 11,27 m                                                            |
| Złoto  | Duke Kahanamoku | Pływanie             | 100 m stylem dowolnym mężczyzn                   | 1:01,4 min                                                         |
| Złoto  | Norman Ross | Pływanie             | 400 m stylem dowolnym mężczyzn                   | 5:26,8 min                                                         |
| Złoto  | Norman Ross | Pływanie             | 1500 m stylem dowolnym mężczyzn                  | 22:23,2 min                                                        |
| Złoto  | Warren Kealoha | Pływanie             | 100 m stylem grzbietowym                         | 1:15,2 min                                                         |
| Złoto  | Perry McGillivray, Pua Kealoha, Norman Ross, Duke Kahanamoku | Pływanie             | 4 × 200 metrów dowolnym mężczyzn                 | 10:04,4 min                                                        |
| Złoto  | Ethelda Bleibtrey | Pływanie             | 100 m stylem dowolnym kobiet                     | 1:13,6 min                                                         |
| Złoto  | Ethelda Bleibtrey | Pływanie             | 300 m stylem dowolnym kobiet                     | 4:34,0 min                                                         |
| Złoto  | Margaret Woodbridge, Frances Schroth, Irene Guest, Ethelda Bleibtrey | Pływanie             | 4 × 100 metrów dowolnym kobiet                   | 5:11,6 min                                                         |
| Złoto  | Louis Kuehn | Skoki do wody        | trampolina mężczyzn                              | 675,4 pkt                                                          |
| Złoto  | Clarence Pinkston | Skoki do wody        | wieża mężczyzn                                   | 503,30 pkt                                                         |
| Złoto  | Aileen Riggin | Skoki do wody        | trampolina kobiet                                | 539,9 pkt                                                          |
| Złoto  | Karl Frederick, Louis Harant, Michael Kelly, Alfred Lane, James H. Snook | Strzelectwo          | Pistolet wojskowy 30 m drużynowo                 | 1310 pkt                                                           |
| Złoto  | Karl Frederick | Strzelectwo          | Pistolet dowolny 50 m indywidualnie              | 496 pkt                                                            |
| Złoto  | Raymond Bracken, Karl Frederick, Michael Kelly, Alfred Lane, James H. Snook | Strzelectwo          | pistolet dowolny 50 m drużynowo                  | 2372 pkt                                                           |
| Złoto  | Lawrence Nuesslein | Strzelectwo          | Karabin małokalibrowy 50 m indywidualnie         | 391 pkt                                                            |
| Złoto  | Dennis Fenton, Willis Lee, Lawrence Nuesslein, Arthur Rothrock, Oliver Schriver | Strzelectwo          | Karabin małokalibrowy 50 m drużynowo             | 1899 pkt                                                           |
| Złoto  | Morris Fisher | Strzelectwo          | Karabin dowolny trzy postawy 300 m indywidualnie | 996 pkt                                                            |
| Złoto  | Dennis Fenton, Morris Fisher, Willis Lee, Carl Osburn, Lloyd Spooner | Strzelectwo          | Karabin dowolny trzy postawy 300 m drużynowo     | 4876 pkt                                                           |
| Złoto  | Morris Fisher, Joseph Jackson, Willis Lee, Carl Osburn, Lloyd Spooner | Strzelectwo          | Karabin wojskowy leżąc 300 m drużynowo           | 289 pkt                                                            |
| Złoto  | Carl Osburn | Strzelectwo          | Karabin wojskowy stojąc 300 m indywidualnie      | 56 pkt                                                             |
| Złoto  | Dennis Fenton, Joseph Jackson, Willis Lee, Oliver Schriver, Lloyd Spooner | Strzelectwo          | Karabin wojskowy leżąc 600 m drużynowo           | 287 pkt                                                            |
| Złoto  | Joseph Jackson, Willis Lee, Carl Osburn, Oliver Schriver, Lloyd Spooner | Strzelectwo          | Karabin wojskowy leżąc 300 i 600 m drużynowo     | 573 pkt                                                            |
| Złoto  | Mark Arie | Strzelectwo          | Trap indywidualnie                               | 95 pkt                                                             |
| Złoto  | Mark Arie, Horace Bonser, Jay Clark, Forest McNeir, Frank Troeh, Frank Wright | Strzelectwo          | Trap drużynowo                                   | 547 pkt                                                            |
| Złoto  | John B. Kelly | Wioślarstwo          | Jedynka mężczyzn                                 | 7:35,0 min                                                         |
| Złoto  | John B. Kelly, Paul Costello | Wioślarstwo          | Dwójka podwójna mężczyzn                         | 7:09,00 min                                                        |
| Złoto  | Virgil Jacomini, Edwin Graves, William Jordan, Edward Moore, Alden Sanborn, Donald Johnston, Vincent Gallagher, Clyde King, Sherman Clark                                                                     | Wioślarstwo          | Ósemka mężczyzn                                  | 6:05,00 min                                                        |
| Złoto  | Charles Ackerly | Zapasy               | Styl wolny waga piórkowa                         |                                                                    |
| Srebro | Raymond Bonney, Anthony Conroy, Herbert Drury, Edward Fitzgerald, George Geran, Frank Goheen, Joseph McCormick, Lawrence McCormick, Frank Synott, Leon Tuck, Cyril Weidenborner                               | Hokej na lodzie      | turniej mężczyzn                                 | w meczu o srebrny medal pokonali reprezentację Czechosłowacji 16:0 |
| Srebro | Morris Kirksey | Lekkoatletyka        | Bieg na 100 m mężczyzn                           | 10,8 s                                                             |
| Srebro | Charlie Paddock | Lekkoatletyka        | Bieg na 200 m mężczyzn                           | 22,0 s                                                             |
| Srebro | Earl Eby | Lekkoatletyka        | Bieg na 800 m mężczyzn                           | 1:53,6 min                                                         |
| Srebro | Harold Barron | Lekkoatletyka        | Bieg na 110 m przez płotki                       | 15,1 s                                                             |
| Srebro | John Norton | Lekkoatletyka        | Bieg na 400 m przez płotki mężczyzn              | 54,6 s                                                             |
| Srebro | Patrick Flynn | Lekkoatletyka        | Bieg na 3000 m z przeszkodami                    | 10:21,1 min                                                        |
| Srebro | Joseph Pearman | Lekkoatletyka        | Chód na 10 km                                    | 49:40,2 min                                                        |
| Srebro | Harold Muller | Lekkoatletyka        | Skok wzwyż                                       | 1,90 m                                                             |
| Srebro | Carl Johnsom | Lekkoatletyka        | skok w dal                                       | 7,10 m                                                             |
| Srebro | Patrick Ryan | Lekkoatletyka        | rzut ciężarem                                    | 10,97 m                                                            |
| Srebro | Everett Bradley | Lekkoatletyka        | Pięciobój                                        | 24 pkt                                                             |
| Srebro | Brutus Hamilton | Lekkoatletyka        | Dziesięciobój                                    | 6771,085 pkt                                                       |
| Srebro | Pua Kealoha | Pływanie             | 100 m stylem dowolnym mężczyzn                   | 1:02,6 min                                                         |
| Srebro | Ludwig Langer | Pływanie             | 400 m stylem dowolnym mężczyzn                   | 5:29,0 min                                                         |
| Srebro | Raymond Kegeris | Pływanie             | 100 m stylem grzbietowym mężczyzn                | 1:16,8 min                                                         |
| Srebro | Irene Guest | Pływanie             | 100 m stylem dowolnym kobiet                     | 1:17,0 min                                                         |
| Srebro | Margaret Woodbridge | Pływanie             | 300 m stylem dowolnym kobiet                     | 4:42,8 min                                                         |
| Srebro | Clarence Pinkston | Skoki do wody        | trampolina mężczyzn                              | 655,30 pkt                                                         |
| Srebro | Helen Wainwright | Skoki do wody        | trampolina kobiet                                | 534,8 pkt                                                          |
| Srebro | Raymond Bracken | Strzelectwo          | Pistolet wojskowy 30 m indywidualnie             | 272 pkt                                                            |
| Srebro | Arthur Rothrock | Strzelectwo          | Karabin małokalibrowy 50 m indywidualnie         | 386 pkt                                                            |
| Srebro | Thomas Brown, Willis Lee, Lawrence Nuesslein, Carl Osburn, Lloyd Spooner | Strzelectwo          | Karabin wojskowy stojąc 300 m drużynowo          | 255 pkt                                                            |
| Srebro | Frank Troeh | Strzelectwo          | Trap indywidualnie                               | 93 pkt                                                             |
| Srebro | Kenneth Myers, Carl Klose, Franz Federschmidt, Erich Federschmidt, Sherman Clark | Wioślarstwo          | Czwórka ze sternikiem                            | 6:58,00 min                                                        |
| Srebro | Sam Gerson | Zapasy               | Styl wolny waga piórkowa                         |                                                                    |
| Srebro | Nat Pendleton | Zapasy               | Styl wolny waga ciężka                           |                                                                    |
| Brąz   | Fred Kolberg | Boks                 | waga półśrednia                                  | w finale pokonał rodaka William Clark                              |
| Brąz   | Lawrence Shields | Lekkoatletyka        | Bieg na 1500 m mężczyzn                          | 4:03,0 min                                                         |
| Brąz   | Feg Murray | Lekkoatletyka        | Bieg na 110 m przez płotki                       | 15,1 s                                                             |
| Brąz   | August Desch | Lekkoatletyka        | Bieg na 400 m przez płotki mężczyzn              | 54,7 s                                                             |
| Brąz   | Richard Remer | Lekkoatletyka        | Chód na 3 km                                     | 13:22,2 min                                                        |
| Brąz   | Edwin Myers | Lekkoatletyka        | Skok o tyczce                                    | 3,60 m                                                             |
| Brąz   | Harry Liversedge | Lekkoatletyka        | Pchnięcie kulą                                   | 14,15 m                                                            |
| Brąz   | Gus Pope | Lekkoatletyka        | Rzut dyskiem                                     | 42,13 m                                                            |
| Brąz   | Basil Bennett | Lekkoatletyka        | Rzut młotem                                      | 48,25 m                                                            |
| Brąz   | Theresa Weld | Łyżwiarstwo figurowe | Solistki                                         | 898,00 pkt                                                         |
| Brąz   | William Harris | Pływanie             | 100 m stylem dowolnym mężczyzn                   | 1:03,0 min                                                         |
| Brąz   | Frances Schroth | Pływanie             | 100 m stylem dowolnym kobiet                     | 1:17,2 min                                                         |
| Brąz   | Frances Schroth | Pływanie             | 300 m stylem dowolnym kobiet                     | 4:52,0 min                                                         |
| Brąz   | Louis Balbach | Skoki do wody        | trampolina mężczyzn                              | 649,50 pkt                                                         |
| Brąz   | Harry Prieste | Skoki do wody        | wieża mężczyzn                                   | 468,65 pkt                                                         |
| Brąz   | Thelma Payne | Skoki do wody        | trampolina kobiet                                | 534,1 pkt                                                          |
| Brąz   | Arthur Harris, Terry Allen, John Montgomery, Nelson Margetts | Polo                 |                                                  | w meczu o brązowy pokonali zespół Belgii 11:3                      |
| Brąz   | Alfred Lane | Strzelectwo          | Pistolet dowolny 50 m indywidualnie              | 481 pkt                                                            |
| Brąz   | Dennis Fenton | Strzelectwo          | Karabin małokalibrowy 50 m indywidualnie         | 385 pkt                                                            |
| Brąz   | Lawrence Nuesslein | Strzelectwo          | Karabin wojskowy stojąc 300 m indywidualnie      | 54 pkt                                                             |
| Brąz   | Lloyd Spooner | Strzelectwo          | Karabin wojskowy leżąc 600 m indywidualnie       | 59 pkt                                                             |
| Brąz   | Thomas Brown, Willis Lee, Lawrence Nuesslein, Carl Osburn, Lloyd Spooner | Strzelectwo          | Biegnący jeleń runda pojedyncza drużynowo        | 158 pkt                                                            |
| Brąz   | Frank Wright | Strzelectwo          | Trap indywidualnie                               | 87 pkt                                                             |
| Brąz   | Francis Honeycutt, Arthur Lyon, Robert Sears, Henry Breckinridge, Harold Rayner | Szermierka           | floret drużynowo                                 |                                                                    |
| Brąz   | Charley Johnson | Zapasy               | Styl wolny waga średnia                          |                                                                    |
| Brąz   | Walter Maurer | Zapasy               | Styl wolny waga półciężka                        |                                                                    |

## Skład kadry

### Boks
| Zawodnik         | Konkurencja     | 1/16             | 1/8                | Ćwierćfinał               | Półfinał            | Finał              | Finał         |
| Zawodnik         | Konkurencja     | Przeciwnik Wynik | Przeciwnik Wynik   | Przeciwnik Wynik          | Przeciwnik Wynik    | Przeciwnik Wynik   | Miejsce       |
| ---------------- | --------------- | ---------------- | ------------------ | ------------------------- | ------------------- | ------------------ | ------------- |
| Frank di Genaro  | waga musza      |                  | Einar Nilsen W     | Jean-Baptiste Rampignon W | Charles Albert W    | Anders Petersen W  | złoto         |
| Peter Zivic      | waga musza      |                  | Jules Androt W     | Anders Petersen P         | Nie awansował       | Nie awansował      | Nie awansował |
| Edward Hartman   | waga kogucia    |                  | Daniel Bowling W   | Clarence Walker P         | Nie awansował       | Nie awansował      | Nie awansował |
| Samuel Vogel     | waga kogucia    |                  | Georges Cochon W   | Henri Hébrants P          | Nie awansował       | Nie awansował      | Nie awansował |
| Jack Zivic       | waga piórkowa   |                  | wolny los          | Nick Clausen W            | Jean Gachet P       | Edoardo Garzena P  | 4.            |
| George Etzell    | waga piórkowa   |                  | Paul Fritsch P     | Nie awansował             | Nie awansował       | Nie awansował      | Nie awansował |
| Samuel Mosberg   | waga lekka      |                  | Joseph Solvinto W  | Frederick Grace W         | Richard Beland W    | Gotfred Johansen W | złoto         |
| Frank Cassidy    | waga lekka      |                  | Jacobus Janssens W | Gotfred Johansen P        | Nie awansował       | Nie awansował      | Nie awansował |
| William Clark    | waga półśrednia |                  | Georges Werll W    | Trygve Stokstad W         | Alexander Ireland P | Fred Kolberg P     | 4.            |
| Fred Kolberg     | waga półśrednia |                  | Ivan Schannong W   | Léon Gillet W             | Bert Schneider W    | William Clark W    | brąz          |
| Edward Eagan     | waga półciężka  |                  | wolny los          | Thomas Holdstock W        | Thomas Holdstock W  | Sverre Sørsdal W   | złoto         |
| Edwin Schell     | waga półciężka  |                  | James MacGregor W  | Sverre Sørsdal P          | Nie awansował       | Nie awansował      | Nie awansował |
| Samuel Stewart   | waga ciężka     |                  | wolny los          | Ronald Rawson P           | Nie awansował       | Nie awansował      | Nie awansował |
| William Spengler | waga ciężka     |                  | wolny los          | Victor Creusen W          | Søren Petersen W    | Xavier Eluère P    | 4.            |

### Gimnastyka
| Zawodnik         | Konkurencja            | Finał | Finał   |
| Zawodnik         | Konkurencja            | Wynik | Miejsce |
| ---------------- | ---------------------- | ----- | ------- |
| Frank Kriz       | wielobój indywidualnie | 83,10 | 10.     |
| Paul Krempel     | wielobój indywidualnie | 78,00 | 20.     |
| Bjørne Jorgensen | wielobój indywidualnie | 76,71 | 21.     |
| John Mais        | wielobój indywidualnie | 74,10 | 23.     |

### Hokej na lodzie
Reprezentacja mężczyzn
| - Raymond Bonney - Anthony Conroy - Herbert Drury - Edward Fitzgerald - George Geran - Frank Goheen |  | - Joseph McCormick - Lawrence McCormick - Frank Synott - Leon Tuck - Cyril Weidenborner |

#### Turniej o złoty medal
Ćwierćfinał
|  | Stany Zjednoczone | 29:0 | Szwajcaria |  |

|  |  |  |  |  |

Półfinał
|  | Kanada | 2:0 | Stany Zjednoczone |  |

|  |  |  |  |  |

#### Turniej o srebrny medal
Półfinał
|  | Stany Zjednoczone | 7:0 | Szwecja |  |

|  |  |  |  |  |

Finał
|  | Stany Zjednoczone | 16:0 | Czechosłowacja |  |

|  |  |  |  |  |

### Kolarstwo

#### Kolarstwo szosowe
| Zawodnik                                             | Konkurencja                    | Czas       | Pozycja |
| ---------------------------------------------------- | ------------------------------ | ---------- | ------- |
| Ernest Kockler                                       | jazda indywidualna na czas (m) | 4:55:12,2  | 13.     |
| August Nogara                                        | jazda indywidualna na czas (m) | 5:20:08,0  | 30.     |
| James Freeman                                        | jazda indywidualna na czas (m) | 5:29:26,2  | 37.     |
| John Otto                                            | jazda indywidualna na czas (m) | 5:47:50,2  | 42.     |
| Ernest Kockler August Nogara James Freeman John Otto | jazda drużynowa na czas (m)    | 21:32:36,6 | 7.      |

#### Kolarstwo torowe
| sprint                          | Christopher Dotterweich                                        | Henri Bellivier William Taylor                          | b.d  | 2. | George Thursfield Thomas Lance | b.d           | 2.            | Harold Bounsell John Slaets Thomas Lance  | b.d             | 2.              | Nie awansował | Nie awansował | Nie awansował | Nie awansował            | Nie awansował | Nie awansował | Nie awansował  | Nie awansował        | Nie awansował        | Nie awansował        |                |                |                |
| sprint                          | Anthony Young                                                  | Maurice Peeters Pietro Martinelli                       | 13,2 | 1. | Gerald Halpin L’Empereur       | b.d           | 2.            | Henri Bellivier L’Empereur Norman Webster | Dyskwalifikacja | Dyskwalifikacja | Nie awansował | Nie awansował | Nie awansował | Nie awansował            | Nie awansował | Nie awansował | Nie awansował  | Nie awansował        | Nie awansował        | Nie awansował        |                |                |                |
| sprint                          | William Beck                                                   | Henry Brask Andersen George Thursfield Herbert McDonald | b.d  | 3. | Nie awansował                  | Nie awansował | Nie awansował | Nie awansował                             | Nie awansował   | Nie awansował   | Nie awansował | Nie awansował | Nie awansował | Nie awansował            | Nie awansował | Nie awansował | Nie awansował  | Nie awansował        | Nie awansował        | Nie awansował        |                |                |                |
| sprint                          | Fred Taylor                                                    | Georges Perrin Armido Rizzetto                          | 13,2 | 1. | Henri Bellivier Norman Webster | 13,0          | 1.            |                                           |                 |                 |               |               |               | Harry Ryan Gerald Halpin | 15,2          | 2.            | Nie awansował  | Nie awansował        | Nie awansował        | Nie awansował        |                |                |                |
| 50 km                           | Fred Taylor                                                    |                                                         |      |    |                                |               |               |                                           |                 |                 |               |               |               |                          |               |               |                | Nie ukończył wyścigu | Nie ukończył wyścigu | Nie ukończył wyścigu |                |                |                |
| 50 km                           | William Beck                                                   |                                                         |      |    |                                |               |               |                                           |                 |                 |               |               |               |                          |               |               |                | Nie ukończył wyścigu | Nie ukończył wyścigu | Nie ukończył wyścigu |                |                |                |
| 50 km                           | Frank Small                                                    |                                                         |      |    |                                |               |               |                                           |                 |                 |               |               |               |                          |               |               |                | Nie ukończył wyścigu | Nie ukończył wyścigu | Nie ukończył wyścigu |                |                |                |
| 50 km                           | Anthony Young                                                  |                                                         |      |    |                                |               |               |                                           |                 |                 |               |               |               |                          |               |               |                | Nie ukończył wyścigu | Nie ukończył wyścigu | Nie ukończył wyścigu |                |                |                |
| wyścig na dochodzenie drużynowy | Christopher Dotterweich Anthony Young William Beck Fred Taylor |                                                         |      |    | Belgia                         | b.d           | 2             |                                           |                 |                 |               |               |               |                          |               |               | Nie awansowali | Nie awansowali       | Nie awansowali       | Nie awansowali       | Nie awansowali | Nie awansowali | Nie awansowali |

### Lekkoatletyka
| Konkurencja                 | Zawodnik                                                                 | Eliminacje | Eliminacje | Ćwierćfinał | Ćwierćfinał | Półfinał           | Półfinał           | Finał                | Finał                |
| Konkurencja                 | Zawodnik                                                                 | Wynik      | Miejsce    | Wynik       | Miejsce     | Wynik              | Miejsce            |                      |                      |
| --------------------------- | ------------------------------------------------------------------------ | ---------- | ---------- | ----------- | ----------- | ------------------ | ------------------ | -------------------- | -------------------- |
| 100 m                       | Loren Murchison                                                          | 10,8       | 1.         | 10,9        | 2.          | 11,0               | 3.                 | 11,2                 | 6.                   |
| 100 m                       | Morris Kirksey                                                           | 11,0       | 1.         | 10,8        | 1.          | 11,0               | 3.                 | 10,8                 | srebro               |
| 100 m                       | Charlie Paddock                                                          | 10,8       | 1.         | 10,8        | 1.          | 10,8               | 1.                 | 10,6                 | złoto                |
| 100 m                       | Jackson Scholz                                                           | 10,8       | 1.         | 10,8        | 1.          | 10,9               | 2.                 | 11,0                 | 4.                   |
| 200 m                       | Charlie Paddock                                                          | 23,2       | 1.         | 22,9        | 2.          | 22,5               | 2.                 | 22,0                 | srebro               |
| 200 m                       | Loren Murchison                                                          | 23,2       | 1.         | 22,8        | 1.          | 22,6               | 1.                 | 22,2                 | 4.                   |
| 200 m                       | Allen Woodring                                                           | 22,8       | 1.         | 22,1        | 2.          | 22,4               | 1.                 | 22,0                 | złoto                |
| 200 m                       | Morris Kirksey                                                           | 23,4       | 1.         | 22,6        | 1.          | 22,7               | 4.                 | Nie awansował        | Nie awansował        |
| 400 m                       | Frank Shea                                                               | 50,8       | 1.         | 51,0        | 1.          | 50,0               | 1.                 | 49,9                 | 4.                   |
| 400 m                       | Ted Meredith                                                             | 51,6       | 1.         | 50,8        | 3.          | 50,4               | 4.                 | Nie awansował        | Nie awansował        |
| 400 m                       | Robert Emery                                                             | 52,6       | 1.         | 50,7        | 3.          | b.d                | 4.                 | Nie awansował        | Nie awansował        |
| 400 m                       | George Schiller                                                          | 50,4       | 1.         | 51,3        | 2.          | b.d                | 5.                 | Nie awansował        | Nie awansował        |
| 800 m                       | Earl Eby                                                                 | 1:57,7     | 3.         |             |             | 1:57,0             | 2.                 | 1:53,6               | srebro               |
| 800 m                       | Don Scott                                                                | 1:56,9     | 2.         |             |             | 1:57,2             | 1.                 | 1:56,0               | 5.                   |
| 800 m                       | Thomas Campbell                                                          | 1:59,4     | 2.         |             |             | 1:57,6             | 2.                 | Nie ukończył biegu   | Nie ukończył biegu   |
| 800 m                       | Albert Sprott                                                            | 2:01,5     | 2.         |             |             | 1:58,7             | 3.                 | 1:56,4               | 6.                   |
| 1500 m                      | Edward Curtis                                                            |            |            |             |             | Nie ukończył biegu | Nie ukończył biegu | Nie awansował        | Nie awansował        |
| 1500 m                      | Lawrence Shields                                                         |            |            |             |             | 4:07,4             | 3.                 | 4:03,0               | brąz                 |
| 1500 m                      | James Connolly                                                           |            |            |             |             | 4:09,3             | 3.                 | Nie ukończył biegu   | Nie ukończył biegu   |
| 1500 m                      | Joie Ray                                                                 |            |            |             |             | 4:13,4             | 1.                 | 4:10,0               | 8.                   |
| 5000 m                      | Clifford Furnas                                                          |            |            |             |             | 15:23,8            | 4.                 | Nie ukończył biegu   | Nie ukończył biegu   |
| 5000 m                      | Horace Brown                                                             |            |            |             |             | 15:31,8            | 3.                 | Nie ukończył biegu   | Nie ukończył biegu   |
| 5000 m                      | Charles Hunter                                                           |            |            |             |             | b.d                | 5.                 | Nie awansował        | Nie awansował        |
| 5000 m                      | Ivan Dresser                                                             |            |            |             |             | 15:41,8            | 3.                 | Nie ukończył biegu   | Nie ukończył biegu   |
| 10 000 m                    | Amisoli Patisoni                                                         |            |            |             |             | Nie ukończył biegu | Nie ukończył biegu | Nie awansował        | Nie awansował        |
| 10 000 m                    | Fred Faller                                                              |            |            |             |             | 33:02,4            | 4.                 | 32:38,0              | 8.                   |
| 10 000 m                    | Earl Johnson                                                             |            |            |             |             | b.d                | 8.                 | Nie awansował        | Nie awansował        |
| 10 000 m                    | George Cornetta                                                          |            |            |             |             | b.d                | 9.                 | Nie awansował        | Nie awansował        |
| 3000 m z przeszkodami       | Michael Devaney                                                          |            |            |             |             | 10:23,0            | 1.                 | 10:34,3              | 5.                   |
| 3000 m z przeszkodami       | Patrick Flynn                                                            |            |            |             |             | 10:36,0            | 1.                 | 10:21,1              | srebro               |
| 3000 m z przeszkodami       | Ray Watson                                                               |            |            |             |             | 10:49,0            | 3.                 | 10:50,3              | 8.                   |
| 3000 m z przeszkodami       | Albert Hulsebosch                                                        |            |            |             |             | 10:26,8            | 3.                 | 10:37,7              | 6.                   |
| 110 m przez płotki          | Harold Barron                                                            |            |            | 15,2        | 1.          | 15,0               | 1.                 | 15,1                 | srebro               |
| 110 m przez płotki          | Feg Murray                                                               |            |            | 15,8        | 1.          | 15,2               | 2.                 | 15,1                 | brąz                 |
| 110 m przez płotki          | William Yount                                                            |            |            | 15,6        | 1.          | b.d                | 5.                 | Nie awansował        | Nie awansował        |
| 110 m przez płotki          | Walker Smith                                                             |            |            | 15,8        | 1.          | 15,2               | 2.                 | 15,3                 | 5.                   |
| 400 m przez płotki          | August Desch                                                             |            |            | 57,6        | 1.          | 55,4               | 1.                 | 54,7                 | brąz                 |
| 400 m przez płotki          | John Norton                                                              |            |            | 57,6        | 1.          | 56,2               | 3.                 | 54,6                 | srebro               |
| 400 m przez płotki          | Charles Daggs                                                            |            |            | 56,7        | 2.          | 55,8               | 3.                 | 55,7                 | 6.                   |
| 400 m przez płotki          | Frank Loomis                                                             |            |            | 55,8        | 1.          | 55,4               | 1.                 | 54,0                 | złoto                |
| sztafeta 4 × 100 m mężczyzn | Charlie Paddock Jackson Scholz Loren Murchison Morris Kirksey            |            |            |             |             | 43,0               | 1.                 | 42,2                 | złoto                |
| sztafeta 4 × 400 m mężczyzn | George Schiller George Bretnall Ted Meredith Frank Shea                  |            |            |             |             | 3:40,7             | 2.                 | 3:23,6               | 4.                   |
| bieg 3000 m drużynowo       | Horace Brown Michael Devaney Ivan Dresser Arlie Schardt Lawrence Shields |            |            |             |             | 14                 | 2.                 | 10                   | złoto                |
| maraton                     | Joseph Organ                                                             |            |            |             |             |                    |                    | 2:41:30,0            | 7.                   |
| maraton                     | Carl Linder                                                              |            |            |             |             |                    |                    | 2:44:21,2            | 11.                  |
| maraton                     | Chuck Mellor                                                             |            |            |             |             |                    |                    | 2:45:30,0            | 12.                  |
| maraton                     | Arthur Roth                                                              |            |            |             |             |                    |                    | Nie ukończył biegu   | Nie ukończył biegu   |
| chód na 3 km                | Thomas Maroney                                                           |            |            |             |             | 13:52,1            | 3.                 | 13:25,0              | 5.                   |
| chód na 3 km                | Joseph Pearman                                                           |            |            |             |             | Dyskwalifikacja    | Dyskwalifikacja    | Nie awansował        | Nie awansował        |
| chód na 3 km                | Richard Remer                                                            |            |            |             |             | 13:54,1            | 3.                 | 13:22,2              | brąz                 |
| chód na 3 km                | William Roelker                                                          |            |            |             |             | 13:59,8            | 4.                 | 13:30,4              | 8.                   |
| chód na 10 km               | Joseph Pearman                                                           |            |            |             |             | 47:30,0            | 2.                 | 49:40,2              | srebro               |
| chód na 10 km               | William Roelker                                                          |            |            |             |             | b.d                | 7.                 | Nie awansował        | Nie awansował        |
| chód na 10 km               | Thomas Maroney                                                           |            |            |             |             | 51:54,6            | 3.                 | 50:24,4              | 6.                   |
| chód na 10 km               | William Plant                                                            |            |            |             |             | 52:18,3            | 4.                 | Dyskwalifikacja      | Dyskwalifikacja      |
| bieg przełajowy             | Patrick Flynn                                                            |            |            |             |             |                    |                    | 28:12,0              | 9.                   |
| bieg przełajowy             | Fred Faller                                                              |            |            |             |             |                    |                    | b.d                  | 15.                  |
| bieg przełajowy             | Max Bohland                                                              |            |            |             |             |                    |                    | b.d                  | 16.                  |
| bieg przełajowy             | Lewis Watson                                                             |            |            |             |             |                    |                    | b.d                  | 34.                  |
| bieg przełajowy             | Bob Crawford                                                             |            |            |             |             |                    |                    | b.d                  | 40.                  |
| bieg przełajowy             | Amisoli Patasoni                                                         |            |            |             |             |                    |                    | Nie ukończył wyścigu | Nie ukończył wyścigu |
| bieg przełajowy drużynowo   | Patrick Flynn Fred Faller Max Bohland                                    |            |            |             |             |                    |                    | 36                   | 4.                   |

Konkurencje techniczne
| Konkurencja    | Zawodnik          | Eliminacje | Eliminacje | Finał         | Finał         |
| Konkurencja    | Zawodnik          | Wynik      | Miejsce    | Wynik         | Miejsce       |
| -------------- | ----------------- | ---------- | ---------- | ------------- | ------------- |
| skok w dal     | Carl Johnson      | 6,82       | 3.         | 7,095         | srebro        |
| skok w dal     | Dink Templeton    | 6,67       | 5.         | 6,95          | 4.            |
| skok w dal     | Sol Butler        | 6,60       | 7.         | Nie awansował | Nie awansował |
| skok w dal     | John Merchant     | 6,50       | 11.        | Nie awansował | Nie awansował |
| trójskok       | Sherman Landers   | 14,00      | 4.         | 14,17         | 5.            |
| trójskok       | Dan Ahearn        | 13,75      | 6.         | 14,08         | 6.            |
| trójskok       | Kaufman Geist     | 13,52      | 12.        | Nie awansował | Nie awansował |
| trójskok       | Clarence Jaquith  | 13,04      | 15.        | Nie awansował | Nie awansował |
| skok wzwyż     | Richmond Landon   | 1,80       | 1.         | 1,936         | złoto         |
| skok wzwyż     | Harold Muller     | 1,80       | 1.         | 1,90          | srebro        |
| skok wzwyż     | Walter Whalen     | 1,80       | 1.         | 1,85          | 4.            |
| skok wzwyż     | John Murphy       | 1,80       | 1.         | 1,85          | 5.            |
| skok o tyczce  | Frank Foss        | 3,60       | 1.         | 4,09          | złoto         |
| skok o tyczce  | Edwin Myers       | 3,60       | 1.         | 3,60          | brąz          |
| skok o tyczce  | Edward Knourek    | 3,60       | 1.         | 3,60          | 4.            |
| skok o tyczce  | Eldon Jenne       | 3,60       | 1.         | 3,60          | 7.            |
| pchnięcie kulą | Patrick McDonald  | 14,08      | 2.         | 14,08         | 4.            |
| pchnięcie kulą | Harry Liversedge  | 13,755     | 4.         | 14,15         | brąz          |
| pchnięcie kulą | George Bihlman    | 13,575     | 7.         | Nie awansował | Nie awansował |
| pchnięcie kulą | Howard Cann       | 13,52      | 8.         | Nie awansował | Nie awansował |
| rzut dyskiem   | Gus Pope          | 42,13      | 3.         | 42,13         | brąz          |
| rzut dyskiem   | Kenneth Bartlett  | 40,875     | 4.         | 40,875        | 5.            |
| rzut dyskiem   | Kenneth L. Wilson | 37,58      | 10.        | Nie awansował | Nie awansował |
| rzut młotem    | Patrick Ryan      | 52,875     | 1.         | 52,875        | złoto         |
| rzut młotem    | Basil Bennett     | 48,25      | 2.         | 48,25         | brąz          |
| rzut młotem    | Matt McGrath      | 46,67      | 5.         | 46,67         | 5.            |
| rzut młotem    | James McEachern   | 44,70      | 8.         | Nie awansował | Nie awansował |
| rzut oszczepem | James Lincoln     | 57,86      | 8.         | 57,86         | 9.            |
| rzut oszczepem | Milton Angier     | 57,58      | 10.        | 59,275        | 7.            |
| rzut oszczepem | Arthur Tuck       | 53,78      | 11.        | Nie awansował | Nie awansował |
| rzut oszczepem | Jack Mahan        | 53,52      | 12.        | Nie awansował | Nie awansował |
| rzut ciężarem  | Patrick McDonald  | 11,00      | 1.         | 11,265        | złoto         |
| rzut ciężarem  | Patrick Ryan      | 10,925     | 2.         | 10,965        | srebro        |
| rzut ciężarem  | Edward Roberts    | 9,36       | 7.         | Nie awansował | Nie awansował |
| rzut ciężarem  | James McEachern   | 8,84       | 10.        | Nie awansował | Nie awansował |

| Zawodnik        | Konkurencje   | Konkurencje                | Wyniki                | Punkty                   | Miejsce                  |
| --------------- | ------------- | -------------------------- | --------------------- | ------------------------ | ------------------------ |
| Brutus Hamilton | pięciobój     | skok w dal                 | 6,86                  | 1                        | 1.                       |
| Brutus Hamilton | pięciobój     | rzut oszczepem             | 48,36                 | 10                       | 10.                      |
| Brutus Hamilton | pięciobój     | Bieg na 200 m              | 23,4                  | 4                        | 4.                       |
| Brutus Hamilton | pięciobój     | rzut dyskiem               | 37,13                 | 5                        | 5.                       |
| Brutus Hamilton | pięciobój     | Bieg na 1500 m             | 5:12,8                | 7                        | 7.                       |
| Brutus Hamilton | pięciobój     | Finał                      |                       | 27                       | 6.                       |
| Everett Bradley | pięciobój     | skok w dal                 | 6,61                  | 3                        | 3.                       |
| Everett Bradley | pięciobój     | rzut oszczepem             | 49,16                 | 8                        | 8.                       |
| Everett Bradley | pięciobój     | Bieg na 200 m              | 23,0                  | 1                        | 1.                       |
| Everett Bradley | pięciobój     | rzut dyskiem               | 36,78                 | 6                        | 6.                       |
| Everett Bradley | pięciobój     | Bieg na 1500 m             | 5:10,0                | 6                        | 6.                       |
| Everett Bradley | pięciobój     | Finał                      |                       | 24                       | srebro                   |
| Robert LeGendre | pięciobój     | skok w dal                 | 6,505                 | 5                        | 5.                       |
| Robert LeGendre | pięciobój     | rzut oszczepem             | 44,60                 | 11                       | 11.                      |
| Robert LeGendre | pięciobój     | Bieg na 200 m              | 23,0                  | 1                        | 1.                       |
| Robert LeGendre | pięciobój     | rzut dyskiem               | 37,39                 | 4                        | 4.                       |
| Robert LeGendre | pięciobój     | Bieg na 1500 m             | 4:46,0                | 5                        | 5.                       |
| Robert LeGendre | pięciobój     | Finał                      |                       | 26                       | 26.                      |
| Robert Dunne    | pięciobój     | skok w dal                 | 5,595                 | 18                       | 18.                      |
| Robert Dunne    | pięciobój     | rzut oszczepem             | 41,52                 | 13                       | 13.                      |
| Robert Dunne    | pięciobój     | Bieg na 200 m              | 23,8                  | 7                        | 7.                       |
| Robert Dunne    | pięciobój     | rzut dyskiem               | 34,28                 | 9                        | 9.                       |
| Robert Dunne    | pięciobój     | Bieg na 1500 m             | Nie stanął na starcie | Nie stanął na starcie    | Nie stanął na starcie    |
| Robert Dunne    | pięciobój     | Finał                      |                       | Nie sklasyfikowany       | Nie sklasyfikowany       |
| Brutus Hamilton | dziesięciobój | bieg 100 m                 | 11,4                  | 809,6                    | 1.                       |
| Brutus Hamilton | dziesięciobój | skok w dal                 | 6,325                 | 687,625                  | 4.                       |
| Brutus Hamilton | dziesięciobój | pchnięcie kulą             | 11,61                 | 627                      | 2.                       |
| Brutus Hamilton | dziesięciobój | skok wzwyż                 | 1,60                  | 538                      | 11.                      |
| Brutus Hamilton | dziesięciobój | bieg 400 m                 | 55,0                  | 744,32                   | 6.                       |
| Brutus Hamilton | dziesięciobój | rzut dyskiem               | 36,14                 | 655,34                   | 4.                       |
| Brutus Hamilton | dziesięciobój | bieg na 110 m przez płotki | 17,3                  | 781,5                    | 11.                      |
| Brutus Hamilton | dziesięciobój | skok o tyczce              | 3,30                  | 649                      | 2.                       |
| Brutus Hamilton | dziesięciobój | rzut oszczepem             | 48,08                 | 644,700                  | 3.                       |
| Brutus Hamilton | dziesięciobój | bieg na 1500 m             | 4:57,8                | 634,0                    | 8.                       |
| Brutus Hamilton | dziesięciobój | Finał                      |                       | 6771,085                 | srebro                   |
| Eugene Vidal    | dziesięciobój | bieg 100 m                 | 12,0                  | 666,8                    | 7.                       |
| Eugene Vidal    | dziesięciobój | skok w dal                 | 6,130                 | 639,850                  | 9.                       |
| Eugene Vidal    | dziesięciobój | pchnięcie kulą             | 11,16                 | 582                      | 9.                       |
| Eugene Vidal    | dziesięciobój | skok wzwyż                 | 1,65                  | 608                      | 4.                       |
| Eugene Vidal    | dziesięciobój | bieg 400 m                 | 55,7                  | 718,0                    | 9.                       |
| Eugene Vidal    | dziesięciobój | rzut dyskiem               | 37,30                 | 699,42                   | 3.                       |
| Eugene Vidal    | dziesięciobój | bieg na 110 m przez płotki | 17,1                  | 800,5                    | 9.                       |
| Eugene Vidal    | dziesięciobój | skok o tyczce              | 3,30                  | 649                      | 2.                       |
| Eugene Vidal    | dziesięciobój | rzut oszczepem             | 35,32                 | 293,800                  | 13.                      |
| Eugene Vidal    | dziesięciobój | bieg na 1500 m             | 4:46,6                | 701,2                    | 3.                       |
| Eugene Vidal    | dziesięciobój | Finał                      |                       | 6358,570                 | 7.                       |
| Everett Ellis   | dziesięciobój | bieg 100 m                 | 12,0                  | 666,8                    | 7.                       |
| Everett Ellis   | dziesięciobój | skok w dal                 | 5,665                 | 525,925                  | 20.                      |
| Everett Ellis   | dziesięciobój | pchnięcie kulą             | 11,45                 | 611                      | 4.                       |
| Everett Ellis   | dziesięciobój | skok wzwyż                 | 1,60                  | 538                      | 11.                      |
| Everett Ellis   | dziesięciobój | bieg 400 m                 | 54,6                  | 759,36                   | 4.                       |
| Everett Ellis   | dziesięciobój | rzut dyskiem               | 31,63                 | 483,96                   | 13.                      |
| Everett Ellis   | dziesięciobój | bieg na 110 m przez płotki | 16,2                  | 886,0                    | 1.                       |
| Everett Ellis   | dziesięciobój | skok o tyczce              | 2,70                  | 325                      | 14.                      |
| Everett Ellis   | dziesięciobój | rzut oszczepem             | Nie stanął na starcie | Nie stanął na starcie    | Nie stanął na starcie    |
| Everett Ellis   | dziesięciobój | bieg na 1500 m             | –                     | –                        | –                        |
| Everett Ellis   | dziesięciobój | Finał                      |                       | Nie ukończył konkurencji | Nie ukończył konkurencji |
| Harry Goelitz   | dziesięciobój | bieg 100 m                 | 12,0                  | 666,8                    | 7.                       |
| Harry Goelitz   | dziesięciobój | skok w dal                 | 5,835                 | 567,575                  | 17.                      |
| Harry Goelitz   | dziesięciobój | pchnięcie kulą             | 10,81                 | 547                      | 13.                      |
| Harry Goelitz   | dziesięciobój | skok wzwyż                 | 1,65                  | 608                      | 4.                       |
| Harry Goelitz   | dziesięciobój | bieg 400 m                 | 53,9                  | 785,68                   | 2.                       |
| Harry Goelitz   | dziesięciobój | rzut dyskiem               | 33,50                 | 555,02                   | 9.                       |
| Harry Goelitz   | dziesięciobój | bieg na 110 m przez płotki | 16,4                  | 867,0                    | 3.                       |
| Harry Goelitz   | dziesięciobój | skok o tyczce              | 2,80                  | 379                      | 13.                      |
| Harry Goelitz   | dziesięciobój | rzut oszczepem             | 37,30                 | 348,250                  | 9.                       |
| Harry Goelitz   | dziesięciobój | bieg na 1500 m             | Nie stanął na starcie | Nie stanął na starcie    | Nie stanął na starcie    |
| Harry Goelitz   | dziesięciobój | Finał                      |                       | Nie ukończył konkurencji | Nie ukończył konkurencji |

### Łyżwiarstwo figurowe
| Zawodnik                     | Konkurencja   | Wynik | Pozycja |
| ---------------------------- | ------------- | ----- | ------- |
| Theresa Weld                 | Solistki      | 15,5  | brąz    |
| Nathaniel Niles              | Soliści       | 49,0  | 6.      |
| Theresa Weld Nathaniel Niles | Pary sportowe | 28,5  | 4.      |

### Pięciobój nowoczesny
| Zawodnik      | Konkurencja   | Strzelanie | Strzelanie | Strzelanie | Pływanie | Pływanie | Pływanie | Szermierka | Szermierka | Szermierka | Jazda konna | Jazda konna | Jazda konna | Bieg przełajowy | Bieg przełajowy | Bieg przełajowy | Suma punktów | Pozycja |
| Zawodnik      | Konkurencja   | Wynik      | M.         | Punkty     | Czas     | M.       | Punkty   | Wygrane    | M.         | Punkty     | Czas        | M.          | Punkty      | Czas            | M.              | Punkty          | Suma punktów | Pozycja |
| ------------- | ------------- | ---------- | ---------- | ---------- | -------- | -------- | -------- | ---------- | ---------- | ---------- | ----------- | ----------- | ----------- | --------------- | --------------- | --------------- | ------------ | ------- |
| Harold Rayner | indywidualnie | 164        | 6.         | 6          | 6:19,0   | 12.      | 12       | b.d        | 13.        | 13         | 12:27,0     | 14.         | 14          | 14:59,6         | 4.              | 4               | 48           | 6.      |
| Robert Sears  | indywidualnie | 175        | 3.         | 3          | 5:56,2   | 8.       | 8        | b.d        | 21.        | 21         | 11:32,0     | 9.          | 9           | 15:18,2         | 8.              | 8               | 51           | 7.      |

### Przeciąganie liny
| Zawodnik | Turniej o złoty medal | Turniej o złoty medal | Turniej o złoty medal | Turniej o srebrny medal | Turniej o srebrny medal | Turniej o srebrny medal | Turniej o srebrny medal | Miejsce |
| Zawodnik | Ćwierćfinał           | Półfinał              | Finał                 | Półfinał                | Finał                   | Półfinał                | Finał                   | Miejsce |
| Zawodnik | Przeciwnik Wynik      | Przeciwnik Wynik      | Przeciwnik Wynik      | Przeciwnik Wynik        | Przeciwnik Wynik        | Przeciwnik Wynik        | Przeciwnik Wynik        | Miejsce |
| --- | --------------------- | --------------------- | --------------------- | ----------------------- | ----------------------- | ----------------------- | ----------------------- | ------- |
| Carl Brosius Stephen Fields Sylvester Granrose Lloyd Kelsey Joseph Kszyczewski William Penn Joseph Rond Joseph Winston | Wielka Brytania · P   | Nie awansowali        | Nie awansowali        | Belgia · P              | Nie awansowali          | Włochy · W              | Belgia · P              | 4.      |

### Piłka wodna
- Reprezentacja mężczyzn

| - Preston Steiger - Sophus Jensen - Mike McDermott - Clement Browne - Herb Vollmer - Harry Hebner |  | - James Carson - William Vosburgh - Herbert Taylor - Perry McGillivray - Duke Kahanamoku - Norman Ross |

#### Turniej o złoty medal
Ćwierćfinał
| 24 sierpnia 1920 | Grecja | 0:7 | Stany Zjednoczone |  |
|                  |        |     |                   |  |

Półfinał
| 26 sierpnia 1920 | Wielka Brytania | 7:2 | Stany Zjednoczone |  |
|                  |                 |     |                   |  |

#### Turniej o srebrny medal
Półfinał
| 28 sierpnia 1920 | Hiszpania | 0:5 | Stany Zjednoczone |  |
|                  |           |     |                   |  |

Finał
| 26 sierpnia 1920 | Belgia | 7:2 | Stany Zjednoczone |  |
|                  |        |     |                   |  |

#### Turniej o brązowy medal
Półfinał
| 28 sierpnia 1920 | Grecja | 0:7 | Stany Zjednoczone |  |
|                  |        |     |                   |  |

Finał
| 28 sierpnia 1920 | Szwecja | 5:0 | Stany Zjednoczone |  |
|                  |         |     |                   |  |

Stany Zjednoczone zajęły ostatecznie 4. miejsce

### Pływanie
Mężczyźni
| Konkurencja        | Zawodnik                                                  | Eliminacje | Eliminacje | Półfinał      | Półfinał      | Finał           | Finał           |
| Konkurencja        | Zawodnik                                                  | Czas       | Miejsce    | Czas          | Miejsce       | Czas            | Miejsce         |
| ------------------ | --------------------------------------------------------- | ---------- | ---------- | ------------- | ------------- | --------------- | --------------- |
| 100 m dowolnym     | Duke Kahanamoku                                           | 1:01,8     | 1.         | 1:01,4        | 1.            | 1:00,4          | złoto           |
| 100 m dowolnym     | Pua Kealoha                                               | 1:02,0     | 1.         | 1:02,4        | 1.            | 1:02,2          | srebro          |
| 100 m dowolnym     | Norman Ross                                               | 1:04,2     | 1.         | 1:04,8        | 2.            | Dyskwalifikacja | Dyskwalifikacja |
| 100 m dowolnym     | William Harris                                            | 1:04,4     | 1.         | 1:04,2        | 2.            | 1:03,2          | brąz            |
| 400 m dowolnym     | Norman Ross                                               | 6:16,2     | 1.         | 5:33,8        | 1.            | 5:26,8          | złoto           |
| 400 m dowolnym     | William Harris                                            | 5:57,8     | 1.         | 5:36,0        | 3.            | Nie awansował   | Nie awansował   |
| 400 m dowolnym     | Fred Kahele                                               | 5:37,4     | 2.         | 5:35,8        | 2.            | b.d             | 4.              |
| 400 m dowolnym     | Ludwig Langer                                             | 5:41,1     | 1.         | 5:29,2        | 2.            | 5:29,0          | srebro          |
| 1500 m dowolnym    | Eugene Bolden                                             | 23:41,2    | 2.         | 23:26,4       | 3.            | 24:04,3         | 5.              |
| 1500 m dowolnym    | Ludwig Langer                                             | 24:28,8    | 1.         | b.d           | 4.            | Nie awansował   | Nie awansował   |
| 1500 m dowolnym    | Norman Ross                                               | 24:08,2    | 1.         | 23:12,0       | 1.            | 22:23,2         | złoto           |
| 1500 m dowolnym    | Fred Kahele                                               | 23:41,6    | 2.         | 23:23,0       | 2.            | 23:59,1         | 4.              |
| 100 m grzbietowym  | Raymond Kegeris                                           | 1:17,8     | 1.         |               |               | 1:16,8          | srebro          |
| 100 m grzbietowym  | Harold Kruger                                             | 1:19,0     | 2.         |               |               | b.d             | 5.              |
| 100 m grzbietowym  | Warren Kealoha                                            | 1:14,8     | 1.         |               |               | 1:15,2          | złoto           |
| 100 m grzbietowym  | Perry McGillivray                                         | 1:20,4     | 3.         |               |               | 1:19,4          | 4.              |
| 200 m klasycznym   | Jack Howell                                               | 3:09,8     | 1.         | 3:10,8        | 1.            | b.d             | 4.              |
| 200 m klasycznym   | Mike McDermott                                            | 3:16,4     | 2.         | b.d           | 4.            | Nie awansował   | Nie awansował   |
| 200 m klasycznym   | Stephen Ruddy                                             | b.d        | 4.         | Nie awansował | Nie awansował | Nie awansował   | Nie awansował   |
| 200 m klasycznym   | Herbert Taylor                                            | b.d        | 4.         | Nie awansował | Nie awansował | Nie awansował   | Nie awansował   |
| 400 m klasycznym   | Mike McDermott                                            | 7:12,8     | 3.         | 7:13,2        | 3.            | Nie awansował   | Nie awansował   |
| 400 m klasycznym   | Charles Quinby                                            | b.d        | 4.         | Nie awansował | Nie awansował | Nie awansował   | Nie awansował   |
| 400 m klasycznym   | Jack Howell                                               | 6:57,0     | 1.         | 6:51,4        | 3.            | 6:51,0          | 4.              |
| 400 m klasycznym   | Stephen Ruddy                                             | 7:13,0     | 3.         | Nie awansował | Nie awansował | Nie awansował   | Nie awansował   |
| 4 × 200 m dowolnym | Pua Kealoha Perry McGillivray Norman Ross Duke Kahanamoku |            |            | 10:20,4       | 1.            | 10:04,4         | złoto           |

Kobiety
| Konkurencja        | Zawodnik                                                          | Eliminacje | Eliminacje | Półfinał | Półfinał | Finał                 | Finał                 |
| Konkurencja        | Zawodnik                                                          | Czas       | Miejsce    | Czas     | Miejsce  | Czas                  | Miejsce               |
| ------------------ | ----------------------------------------------------------------- | ---------- | ---------- | -------- | -------- | --------------------- | --------------------- |
| 100 m dowolnym     | Frances Schroth                                                   | 1:18,0     | 1.         |          |          | 1:17,2                | brąz                  |
| 100 m dowolnym     | Charlotte Boyle                                                   | 1:20,4     | 2.         |          |          | Nie ukończyła wyścigu | Nie ukończyła wyścigu |
| 100 m dowolnym     | Irene Guest                                                       | 1:18,8     | 1.         |          |          | 1:17,0                | złoto                 |
| 100 m dowolnym     | Ethelda Bleibtrey                                                 | 1:14,4     | 1.         |          |          | 1:13,6                | złoto                 |
| 300 m dowolnym     | Ethelda Bleibtrey                                                 | 4:41,4     | 1.         |          |          | 4:34,0                | złoto                 |
| 300 m dowolnym     | Margaret Woodbridge                                               | 4:56,6     | 1.         |          |          | 4:42,8                | srebro                |
| 300 m dowolnym     | Eleanor Uhl                                                       | 5:02,0     | 1.         |          |          | b.d                   | 5.                    |
| 300 m dowolnym     | Frances Schroth                                                   | 5:03,2     | 2.         |          |          | 4:52,0                | brąz                  |
| 4 × 100 m dowolnym | Margaret Woodbridge Frances Schroth Irene Guest Ethelda Bleibtrey |            |            |          |          | 5:11,6                | złoto                 |

### Polo
| - Arthur Harris - Terry Allen - John Montgomery - Nelson Margetts |

#### Wyniki
Półfinał
- Hiszpania –  Stany Zjednoczone 13:3

Mecz o 3. miejsce
- Stany Zjednoczone –  Belgia 11:3

### Rugby union
| - Daniel Carroll - Charles Doe - George Fish - James Fitzpatrick - Lou Hunter - Charles Mehan - John Muldoon |  | - John O’Neil - Jack Patrick - Cornelius Righter - Rudy Scholz - Dink Templeton - Charles Tilden - Heaton Wrenn |

Rozegrano tylko jeden mecz, ponieważ do rywalizacji przystąpiły tylko dwie drużyny.
| 5 września 192017:00 | Francja                        | 0:8(0:0) | Stany Zjednoczone | Stadion Olimpijski, Antwerpia |
| 5 września 192017:00 | Dink Templeton 5, Lou Hunter 3 | 0:8(0:0) |                   | Stadion Olimpijski, Antwerpia |

Reprezentacja Stanów Zjednoczonych zdobyła złoty medal.

### Skoki do wody
Mężczyźni
| Konkurencja                          | Zawodnik          | Eliminacje | Eliminacje | Finał         | Finał         |
| Konkurencja                          | Zawodnik          | Wynik      | Pozycja    | Wynik         | Pozycja       |
| ------------------------------------ | ----------------- | ---------- | ---------- | ------------- | ------------- |
| wieża 10 m – skoki proste i złożone  | Clarence Pinkston | 443,00     | 2.         | 503,30        | złoto         |
| wieża 10 m – skoki proste i złożone  | Harry Prieste     | 441,80     | 3.         | 468,65        | brąz          |
| wieża 10 m – skoki proste i złożone  | Louis Balbach     | 409,15     | 3.         | 424,00        | 5.            |
| wieża 10 m – skoki proste i złożone  | Clyde Swendsen    | 414,80     | 6.         | Nie awansował | Nie awansował |
| wieża 10 m – skoki skoki standardowe | Harry Prieste     | 149,5      | 4.         | Nie awansował | Nie awansował |
| wieża 10 m – skoki skoki standardowe | Richard Beauchamp | 135,0      | 6.         | Nie awansował | Nie awansował |
| wieża 10 m – skoki skoki standardowe | Clyde Swendsen    | 148,0      | 5.         | Nie awansował | Nie awansował |
| wieża 10 m – skoki skoki standardowe | Frank Mullen      | 144,0      | 6.         | Nie awansował | Nie awansował |
| trampolina 3 m                       | Clarence Pinkston | 622,70     | 2.         | 653,30        | srebro        |
| trampolina 3 m                       | Louis Kuehn       | 628,15     | 1.         | 675,40        | złoto         |
| trampolina 3 m                       | Louis Balbach     | 630,80     | 2.         | 649,50        | brąz          |

Kobiety
| Konkurencja    | Zawodniczka      | Eliminacje    | Eliminacje    | Finał          | Finał          |
| Konkurencja    | Zawodniczka      | Wynik         | Pozycja       | Wynik          | Pozycja        |
| -------------- | ---------------- | ------------- | ------------- | -------------- | -------------- |
| wieża 10 m     | Aileen Riggin    | 155,5         | 2.            | 157,0          | 5.             |
| wieża 10 m     | Betty Grimes     | 156,0         | 2.            | 133,5          | 6.             |
| wieża 10 m     | Helen Meany      | 145,0         | 5.            | Nie awansowała | Nie awansowała |
| wieża 10 m     | Alice Lord       | 118,5         | 7.            | Nie awansowała | Nie awansowała |
| trampolina 3 m | Aileen Riggin    | Nie rozegrano | Nie rozegrano | 539,9,5        | złoto          |
| trampolina 3 m | Helen Wainwright | Nie rozegrano | Nie rozegrano | 534,8          | srebro         |
| trampolina 3 m | Thelma Payne     | Nie rozegrano | Nie rozegrano | 534,1          | brąz           |
| trampolina 3 m | Aileen Allen     | Nie rozegrano | Nie rozegrano | 489,8          | 4.             |

### Strzelectwo
| Konkurencja                                   | Zawodnik                                                                    | Finał | Finał   |
| Konkurencja                                   | Zawodnik                                                                    | Wynik | Pozycja |
| --------------------------------------------- | --------------------------------------------------------------------------- | ----- | ------- |
| pistolet wojskowy 30 m                        | Raymond Bracken                                                             | 272   | srebro  |
| pistolet wojskowy 30 m                        | Louis Harant                                                                | 264o  | b.d     |
| pistolet wojskowy 30 m                        | Karl Frederick                                                              | 262   | b.d     |
| pistolet wojskowy 30 m                        | Alfred Lane                                                                 | 258   | b.d     |
| pistolet wojskowy 30 m                        | Howard Bayles                                                               | 244   | b.d     |
| pistolet dowolny indywidualnie                | Karl Frederick                                                              | 496   | złoto   |
| pistolet dowolny indywidualnie                | Alfred Lane                                                                 | 481   | brąz    |
| pistolet dowolny indywidualnie                | George Fiske                                                                | 458   | b.d     |
| pistolet dowolny indywidualnie                | Raymond Bracken                                                             | 456   | b.d     |
| pistolet dowolny indywidualnie                | Howard Bayles                                                               | 430   | b.d.    |
| pistolet szybkostrzelny drużynowo             | Louis Harant Alfred Lane Karl Frederick James H. Snook Michael Kelly        | 1310  | złoto   |
| pistolet dowolny drużynowo                    | Karl Frederick Alfred Lane James H. Snook Michael Kelly Raymond Bracken     | 2372  | złoto   |
| karabin małokalibrowy stojąc 50 m             | Lawrence Nuesslein                                                          | 391   | złoto   |
| karabin małokalibrowy stojąc 50 m             | Arthur Rothrock                                                             | 386   | srebro  |
| karabin małokalibrowy stojąc 50 m             | Dennis Fenton                                                               | 385   | brąz    |
| karabin małokalibrowy stojąc 50 m             | Willis Lee                                                                  | 370   | b.d     |
| karabin małokalibrowy stojąc 50 m             | Oliver Schriver                                                             | 367   | b.d     |
| karabin małokalibrowy 50 m stojąc drużynowo   | Lawrence Nuesslein Arthur Rothrock Dennis Fenton Willis Lee Oliver Schriver | 1899  | złoto   |
| karabin dowolny 3 pozycje                     | Morris Fisher                                                               | 996   | złoto   |
| karabin dowolny 3 pozycje                     | Carl Osburn                                                                 | 980   | 4.      |
| karabin dowolny 3 pozycje                     | Lloyd Spooner                                                               | 975   | 5.      |
| karabin dowolny 3 pozycje                     | Willis Lee                                                                  | 965   | b.d.    |
| karabin dowolny 3 pozycje                     | Dennis Fenton                                                               | 960   | b.d     |
| karabin dowolny 3 pozycje drużynowo           | Morris Fisher Carl Osburn Lloyd Spooner Willis Lee Dennis Fenton            | 4876  | złoto   |
| karabin wojskowy 300 m leżąc                  | Lloyd Spooner                                                               | 58    | 6.      |
| karabin wojskowy 300 m leżąc                  | Harry Adams                                                                 | 57    | b.d.    |
| karabin wojskowy 300 m leżąc                  | Willis Lee                                                                  | 56    | b.d     |
| karabin wojskowy 300 m leżąc                  | Frederick Hird                                                              | 55    | b.d     |
| karabin wojskowy 300 m leżąc                  | Joseph Jackson                                                              | 54    | b.d     |
| karabin wojskowy leżąc 300 m drużynowo        | Lloyd Spooner Harry Adams Willis Lee Frederick Hird Joseph Jackson          | 289   | złoto   |
| karabin wojskowy stojąc 300 m                 | Carl Osburn                                                                 | 56    | złoto   |
| karabin wojskowy stojąc 300 m                 | Lawrence Nuesslein                                                          | 54    | brąz    |
| karabin wojskowy stojąc 300 m                 | Lloyd Spooner                                                               | 53    | 7.      |
| karabin wojskowy stojąc 300 m                 | Willis Lee                                                                  | 48    | b.d     |
| karabin wojskowy stojąc 300 m                 | Arthur Rothrock                                                             | 45    | b.d     |
| karabin wojskowy stojąc 300 m drużynowo       | Carl Osburn Lawrence Nuesslein Lloyd Spooner Willis Lee Thomas Brown        | 255   | srebro  |
| karabin wojskowy 600 m leżąc                  | Lloyd Spooner                                                               | 59    | brąz    |
| karabin wojskowy 600 m leżąc                  | Joseph Jackson                                                              | 58    | 5.      |
| karabin wojskowy 600 m leżąc                  | Joseph Lawless                                                              | 57    | 8.      |
| karabin wojskowy 600 m leżąc                  | Willis Lee                                                                  | 56    | b.d     |
| karabin wojskowy 600 m leżąc                  | Elmer Lindroth                                                              | 54    | b.d     |
| karabin wojskowy leżąc 600 m drużynowo        | Lloyd Spooner Joseph Jackson Joseph Lawless Willis Lee Elmer Lindroth       | 287   | złoto   |
| karabin wojskowy leżąc 300 i 600 m drużynowo  | Joseph Jackson Willis Lee Oliver Schriver Lloyd Spooner Carl Osburn         | 573   | złoto   |
| runda pojedyncza – sylwetka jelenia           | Lawrence Nuesslein                                                          | 38    | 7.      |
| runda pojedyncza – sylwetka jelenia           | Willis Lee                                                                  | 33    | b.d     |
| runda pojedyncza – sylwetka jelenia           | Thomas Brown                                                                | 33    | b.d.    |
| runda pojedyncza – sylwetka jelenia           | Joseph Jackson                                                              | 30    | b.d     |
| runda pojedyncza – sylwetka jelenia           | Lloyd Spooner                                                               | 30    | b.d     |
| runda podwójna – sylwetka jelenia             | Lawrence Nuesslein                                                          | 64    | b.d     |
| runda podwójna – sylwetka jelenia             | Thomas Brown                                                                | 63    | b.d     |
| runda podwójna – sylwetka jelenia             | Lloyd Spooner                                                               | 62    | b.d.    |
| runda podwójna – sylwetka jelenia             | Joseph Jackson                                                              | 61    | b.d     |
| runda podwójna – sylwetka jelenia             | Willis Lee                                                                  | 53    | b.d     |
| runda pojedyncza – sylwetka jelenia drużynowo | Thomas Brown Lawrence Nuesslein Lloyd Spooner Carl Osburn Willis Lee        | 158   | brąz    |
| runda podwójna – sylwetka jelenia drużynowo   | Lloyd Spooner Willis Lee Lawrence Nuesslein Carl Osburn Thomas Brown        | 282   | 4.      |
| trap indywidualnie                            | Mark Arie                                                                   | 95    | złoto   |
| trap indywidualnie                            | Frank Troeh                                                                 | 93    | srebro  |
| trap indywidualnie                            | Frank Wright                                                                | 87    | brąz    |
| trap indywidualnie                            | Frederick Plum                                                              | 87    | 4.      |
| trap indywidualnie                            | Horace Bonser                                                               | 87    | 5.      |
| trap drużynowo                                | Mark Arie Frank Troeh Frank Wright Forest McNeir Horace Bonser Jay Clark    | 547   | złoto   |

### Szermierka
| Konkurencja          | Zawodnik | 1 runda | 1 runda | Ćwierćfinał | Ćwierćfinał   | Półfinały | Półfinały     | Finał                                                                           | Finał         | Pozycja       |
| Konkurencja          | Zawodnik | Przeciwnik | Wynik   | Przeciwnik | Wynik         | Przeciwnik | Wynik         | Przeciwnik                                                                      | Wynik         | Pozycja       |
| -------------------- | --- | --- | ------- | --- | ------------- | --- | ------------- | ------------------------------------------------------------------------------- | ------------- | ------------- |
| szpada indywidualnie | John Dimond                                                                                                   | Fernando Correia Victor Boin Ejnar Levison Wouter Brouwer Abelardo Olivier Georges Trombert Hans Törnblom                                            |         | Nie awansował | Nie awansował | Nie awansował | Nie awansował | Nie awansował                                                                   | Nie awansował | Nie awansował |
| szpada indywidualnie | Raymond Dutcher                                                                                               | Frédéric Dubourdieu Poul Rasmussen Edouard Fitting Ernest Gevers Carl Gripenstedt Frederico Paredes Louis Delaunoij Josef Javůrek Robert Montgomerie |         | Nie awansował | Nie awansował | Nie awansował | Nie awansował | Nie awansował                                                                   | Nie awansował | Nie awansował |
| szpada indywidualnie | William Russell                                                                                               | Tullio Bozza Henri Wijnoldy-Daniëls Aage Berntsen Gustave Buchard Knut Enell Léon Tom George Burt                                                    |         | João Sassetti António Mascarenhas Gustave Buchard Ernest Gevers Maurice Dewee Giovanni Canova Roger Ducret Evangelos Skotidas Aage Berntsen S. Antonidas Jan van der Wiel            |               | Georges Casanova António Mascarenhas Gustaf Lindblom Armand Massard Charles Delporte Alexandre Lippmann Frédéric Dubourdieu Orphile de Montigny Dino Urbani Fernando Correia Ejnar Levison |               | Nie awansował                                                                   | Nie awansował | Nie awansował |
| szpada indywidualnie | Henry Breckinridge                                                                                            | Josef Jungmann Charles Delporte Louis Moreau Jorge de Paiva Aldo Boni Salomon Zeldenrust Charles Notley Einar Råberg                                 |         | Abelardo Olivier Fernando Correia Frédéric Dubourdieu Armand Massard Josef Jungmann Félix, Count Goblet d'Alviella Ahmed Hassanein Rui Mayer Henri Wijnoldy-Daniëls Carl Gripenstedt |               | Ernest Gevers Gustave Buchard Félix, Count Goblet d'Alviella Louis Moreau Abelardo Olivier Jorge de Paiva Georges Trombert Nils Hellsten Adrianus de Jong Maurice Dewee João Sassetti      |               | Nie awansował                                                                   | Nie awansował | Nie awansował |
| szpada indywidualnie | Leonard Schoonmaker                                                                                           | Ahmed Hassanein Dino Urbani Robin Dalglish Otto Baerentzen Louis de Tribolet Manuel Queiróz Félix Vigeveno Armand Massard                            | P       | Nie awansował | Nie awansował | Nie awansował | Nie awansował | Nie awansował                                                                   | Nie awansował | Nie awansował |
| szpada drużynowo     | William Russell Ray Dutcher Henry Breckinridge Arthur Lyon Robert Sears Harold Rayner                         | |         | |               | Francja · Szwajcaria · Wielka Brytania · Czechosłowacja | P W           | Włochy · Belgia · Francja · Portugalia · Szwajcaria                             | P             | 6.            |
| floret indywidualnie | Henry Breckinridge                                                                                            | |         | Jean Verbrugghe Ejnar Levison André Labatut Wouter Brouwer Rodolfo Terlizzi Cecil Kershaw                                                                                            |               | Nie awansował | Nie awansował | Nie awansował                                                                   | Nie awansował | Nie awansował |
| floret indywidualnie | Millard Bloomer                                                                                               | |         | Nedo Nadi Vilém Tvrzský Salomon Zeldenrust Georges Trombert Charles Pape H. Evan James Gustaf Lindblom Kay Schrøder                                                                  | P W           | Nie awansował | Nie awansował | Nie awansował                                                                   | Nie awansował | Nie awansował |
| floret indywidualnie | Joseph Parker                                                                                                 | |         | Abelardo Olivier Marcel Cuypers Josef Javůrek Georg Hegner Adrianus de Jong Marcel Perrot Robert Montgomerie Hans Törnblom                                                           |               | Nie awansował | Nie awansował | Nie awansował                                                                   | Nie awansował | Nie awansował |
| floret indywidualnie | Francis Honeycutt                                                                                             | |         | Frederico Cesarano Charles Crahay Ahmed Hassanein Verner Bonde | P W           | Nedo Nadi Oreste Puliti Roger Ducret Robert de Schepper Lionel Bony de Castellane | P W P         | Nie awansował                                                                   | Nie awansował | Nie awansował |
| floret indywidualnie | George Calnan                                                                                                 | |         | Oreste Puliti Robert de Schepper Thomas Wand-Tetley Roger Ducret Aage Berntsen | P W           | Nie awansował | Nie awansował | Nie awansował                                                                   | Nie awansował | Nie awansował |
| floret indywidualnie | Leonard Schoonmaker                                                                                           | |         | Fernand de Montigny Tommaso Costantino Félix Vigeveno Edgar Seligman Antonín Mikala                                                                                                  | P             | nie awansował | nie awansował | nie awansował                                                                   | nie awansował | nie awansował |
| floret drużynowo     | Henry Breckinridge Francis Honeycutt Arthur Lyon Harold Rayner Robert Sears                                   | |         | |               | Francja · Holandia |               | Włochy · Francja · Dania · Wielka Brytania                                      | P W           | brąz          |
| szabla indywidualnie | Edwin Fullinwider                                                                                             | |         | Oreste Puliti Frederico Cesarano Adrianus de Jong Aage Berntsen Marc Perrodon Alexis Simonson Edward Startin                                                                         | P W           | Nie awansował | Nie awansował | Nie awansował                                                                   | Nie awansował | Nie awansował |
| szabla indywidualnie | John Dimond                                                                                                   | |         | Aldo Nadi Robin Dalglish Félix, Count Goblet d'Alviella Henri Wijnoldy-Daniëls Wouter Brouwer Ronald Campbell Vilém Tvrzský Georges Trombert                                         |               | Nie awansował | Nie awansował | Nie awansował                                                                   | Nie awansował | Nie awansował |
| szabla indywidualnie | Clariborne Walker                                                                                             | |         | Nedo Nadi Robert Feyerick Cecil Kershaw Baldo Baldi Henri de Saint-Germain Josef Javůrek                                                                                             |               | Nie awansował | Nie awansował | Nie awansował                                                                   | Nie awansował | Nie awansował |
| szabla indywidualnie | Arthur Lyon                                                                                                   | |         | Léon Tom Francesco Gargano Giulio Rusconi Joseph Parker Evangelos Skotidas Félix Vigeveno Zdeněk Vávra Jean Margraff Alfred Martin                                                   |               | Nie awansował | Nie awansował | Nie awansował                                                                   | Nie awansował | Nie awansował |
| szabla indywidualnie | Joseph Parker                                                                                                 | |         | Léon Tom Francesco Gargano Giulio Rusconi Arthur Lyon Evangelos Skotidas Félix Vigeveno Zdeněk Vávra Jean Margraff Alfred Martin                                                     |               | Nedo Nadi Baldo Baldi Jan van der Wiel Robin Dalglish Robert Feyerick Félix, Count Goblet d'Alviella                                                                                       | P W           | Nie awansował                                                                   | Nie awansował | Nie awansował |
| szabla indywidualnie | Frederick Cunningham                                                                                          | |         | Jan van der Wiel Robert Hennet Giorgio Santelli Herbert Huntingdon Jean Servent Vasilios Zarkadis Roscoe Bowman Jaroslav Šourek                                                      |               | Nie awansował | Nie awansował | Nie awansował                                                                   | Nie awansował | Nie awansował |
| szabla indywidualnie | Roscoe Bowman                                                                                                 | |         | Jan van der Wiel Robert Hennet Giorgio Santelli Herbert Huntingdon Jean Servent Vasilios Zarkadis Frederick Cunningham Jaroslav Šourek                                               |               | Nie awansował | Nie awansował | Nie awansował                                                                   | Nie awansował | Nie awansował |
| szabla drużynowo     | Edwin Fullinwider Arthur Lyon John Dimond Frederick Cunningham Claiborne Walker Bradford Fraley Roscoe Bowman | |         | |               | |               | Włochy · Francja · Holandia · Belgia · Dania · Wielka Brytania · Czechosłowacja | P W           | 5.            |

### Wioślarstwo
| Konkurencja           | Zawodnik | Runda 1 | Runda 1 | Ćwierćfinał | Ćwierćfinał | Półfinał | Półfinał | Finał  | Finał | Pozycja |
| Konkurencja           | Zawodnik | Czas    | M.      | Czas        | M.          | Czas     | M.       | Czas   | M.    | Pozycja |
| --------------------- | --- | ------- | ------- | ----------- | ----------- | -------- | -------- | ------ | ----- | ------- |
| Jedynka               | John B. Kelly |         |         | 7:44,2      | 1.          | 7:46,2   | 1.       | 7:35,0 | 1.    | złoto   |
| Dwójka podwójna       | John B. Kelly Paul Costello |         |         |             |             | 7:16,8   | 1.       | 7:09,0 | 1.    | złoto   |
| Czwórka ze sternikiem | Franz Federschmidt Kenneth Myers Erich Federschmidt Carl Klose Sherman Clark                                                      |         |         |             |             | 7:17,4   | 1.       | 6:58,0 | 2.    | srebro  |
| ósemka                | Virgil Jacomini Edwin Graves William Jordan Edward Moore Alden Sanborn Donald Johnston Vincent Gallagher Clyde King Sherman Clark |         |         | 6:24,0      | 1.          | 6:24,0   | 1.       | 6:05,0 | 1.    | złoto   |

### Zapasy
| Konkurencja                   | Zawodnik           | 1/16 finału           | 1/8 finału            | Ćwierćfinał                       | Półfinał                        | Finał                                  | Miejsce       |
| Konkurencja                   | Zawodnik           | Przeciwnik Wynik      | Przeciwnik Wynik      | Przeciwnik Wynik                  | Przeciwnik Wynik                | Przeciwnik Wynik                       | Miejsce       |
| ----------------------------- | ------------------ | --------------------- | --------------------- | --------------------------------- | ------------------------------- | -------------------------------------- | ------------- |
| styl klasyczny waga piórkowa  | Daniel Gallery     | Johannes van Maaren W | Oskari Friman p       | Sander Boumans p                  | Nie awansował                   | Nie awansował                          | Nie awansował |
| styl klasyczny waga piórkowa  | Adrian Brian       | Joanis Dialetis W     | Heikki Kähkönen p     | Aage Torgensen p                  | Nie awansował                   | Nie awansował                          | Nie awansował |
| styl klasyczny waga lekka     | Oral Swigart       | Walter Ranghieri W    | Frits Janssens p      | Nie awansował                     | Nie awansował                   | Nie awansował                          | Nie awansował |
| styl klasyczny waga lekka     | George Metropoulos |                       | Wasilios Wujukos W    | Charles Frisenfeldt p             | Nie awansował                   | Nie awansował                          | Nie awansował |
| styl klasyczny waga średnia   | Paul Zanolini      |                       | Emiel Vanderleenden p | Nie awansował                     | Nie awansował                   | Nie awansował                          | Nie awansował |
| styl klasyczny waga średnia   | Henry Szymanski    |                       | Josef Huml W          | Einar Stensrud W                  | Arthur Lindfors p               | Nie awansował                          | Nie awansował |
| styl klasyczny waga półciężka | Nat Pendleton      |                       | Johannes Eriksen p    | Nie awansował                     | Nie awansował                   | Nie awansował                          | Nie awansował |
| styl klasyczny waga półciężka | Frank Maichle      |                       | Sven Ohlsson W        | Axel Tetens p                     | Nie awansował                   | Nie awansował                          | Nie awansował |
| styl klasyczny waga ciężka    | Edward Willkie     | Josef Struna W        | Adolf Lindfors p      | Anders Ahlgren W André Gasiglia W | Poul Hansen p Martin Nieminen P | Poul Hansen p                          | 5.            |
| styl klasyczny waga ciężka    | Alexander Weyand   |                       | Poul Hansen p         | Nie awansował                     | Edmond Dame W                   | Martin Nieminen p                      | 4.            |
| styl wolny waga piórkowa      | Charles Ackerly    |                       | Joanis Dialetis W     | Daniel Kaiser W                   | Bernard Bernard W               | Sam Gerson W                           | złoto         |
| styl wolny waga piórkowa      | Sam Gerson         |                       | Kaarlo Mäkinen W      | Georges Barathon W                | Dinkkarao Shinde W              | Charles Ackerly p                      | srebro        |
| styl wolny waga lekka         | Joseph Shimmon     |                       | Wolny los             | Kalle Anttila p                   | Nie awansował                   | Nie awansował                          | Nie awansował |
| styl wolny waga lekka         | George Metropoulos |                       | Gottfrid Svensson p   | Nie awansował                     | Nie awansował                   | Nie awansował                          | Nie awansował |
| styl wolny waga średnia       | Angus Frantz       | Wolny los             | Stanley Bacon W       | Otto Borgström W                  | Väinö Penttala P                | Charley Johnson p                      | 4.            |
| styl wolny waga średnia       | Charley Johnson    | Frank Locon W         | Kumar Navale W        | Gudmund Grimstad W                | Eino Leino p                    | Angus Frantz W                         | brąz          |
| styl wolny waga półciężka     | Walter Maurer      |                       | Camille Ledran W      | Emil Westerlund W                 | Anders Larsson p                | John Redman W                          | brąz          |
| styl wolny waga półciężka     | John Redman        |                       | Wolny los             | Walter Wilson W                   | Charles Courant p               | Walter Maurer p                        | 4.            |
| styl wolny waga ciężka        | Fred Meyer         |                       |                       | Frederick Mason W                 | Robert Roth p                   | Ernst Nilsson Walka nie rozstrzygnięta | –             |
| styl wolny waga ciężka        | Nat Pendleton      |                       |                       | Sven Mattsson W                   | Ernst Nilsson W                 | Robert Roth p                          | srebro        |